# سيلنيا (تكساس)
سيلنيا (بالإنجليزية: Celina, Texas)‏ هي معلم جغرافي تقع في الولايات المتحدة في تكساس. يقدر عدد سكانها بـ 6,028 نسمة ومساحتها 36.7 كم2 وترتفع عن سطح البحر 211 متر.

## التركيبة السكانية
حدّد مكتب تعداد الولايات المتحدة بيانات التركيبة السكانية لسيلنيا في تعداد الولايات المتحدة. في ما يلي، التركيبة السكانية حسب تعدادي 2000 و2010.

### تعداد عام 2000
بلغ عدد سكان سيلنيا 1,861 نسمة بحسب تعداد عام 2000، وبلغ عدد الأسر 644 أسرة وعدد العائلات 484 عائلة مقيمة في المدينة. في حين سجلت الكثافة السكانية 23 نسمة لكل كيلومتر مربع (59.6/ميل2). وبلغ عدد الوحدات السكنية 703 وحدة بمتوسط كثافة قدره 8.7 لكل كيلومتر مربع (22.5/ميل2).
وتوزع التركيب العرقي للمدينة بنسبة 77.38% من البيض و9.19% من الأمريكيين الأفارقة و0.27% من الأمريكيين الأصليين و0.11% من الأمريكيين ذوي الأصول الآسيوية و11.34% من الأعراق الأخرى و1.72% من عرقين مختلطين أو أكثر و22.73% من الهسبانيون أو اللاتينيون من أي عرق.
بلغ عدد الأسر 644 أسرة كانت نسبة 43.9% منها لديها أطفال تحت سن الثامنة عشر تعيش معهم، وبلغت نسبة الأزواج القاطنين مع بعضهم البعض 53.6% من أصل المجموع الكلي للأسر، ونسبة 14.8% من الأسر كان لديها معيلات من الإناث دون وجود شريك،  بينما كانت نسبة 6.8% من الأسر لديها معيلون من الذكور دون وجود شريكة وكانت نسبة 24.8% من غير العائلات. تألفت نسبة 21.7% من أصل جميع الأسر من عدة أفراد يعيشون في نفس المنزل ونسبة 9.9% كانت تتألف من شخص يعيش بمفرده يبلغ من العمر 65 عاماً أو أكثر. وبلغ متوسط حجم الأسرة المعيشية 2.84، أما متوسط حجم العائلات فبلغ 3.28.
بلغ العمر الوسطي للسكان 32.7 عاماً. وكانت نسبة 30% من القاطنين تحت سن الثامنة عشر، وكانت نسبة 9% بين الثامنة عشر والرابعة والعشرين عاماً، ونسبة 30% كانت واقعةً في الفئة العمرية ما بين الخامسة والعشرين والرابعة والأربعين عاماً، ونسبة 18% كانت ما بين الخامسة والأربعين والرابعة والستين، ونسبة 11.3% كانت ضمن فئة الخامسة والستين عاماً فما فوق. يوجد لكل 100 أنثى 102.1 ذكر، ويوجد لكل 100 أنثى في الثامنة عشر من عمرها فما فوق 96.3 ذكر.
بلغ متوسط دخل الأسرة في المدينة 37,383 دولارًا، أما متوسط دخل العائلة فبلغ 41,131 دولارًا. وكان متوسط دخل الذكور 32,000 دولارًا مقابل 29,135 دولارًا للإناث. وسجل دخل الفرد الخاص بالمدينة 17,499 دولارًا. وكانت نسبة 10.7% من العائلات ونسبة 13.4% من السكان تحت خط الفقر، وكان من هؤلاء نسبة 20% تحت سن الثامنة عشر ونسبة 4.9% في الخامسة والستين من العمر وما فوق.

### تعداد عام 2010
بلغ عدد سكان سيلنيا 6,028 نسمة بحسب تعداد عام 2010، وبلغ عدد الأسر 1,831 أسرة وعدد العائلات 1,549 عائلة مقيمة في المدينة. في حين سجلت الكثافة السكانية 74.6 نسمة لكل كيلومتر مربع (193.2/ميل2). وبلغ عدد الوحدات السكنية 1,972 وحدة بمتوسط كثافة قدره 24.4 لكل كيلومتر مربع (63.2/ميل2).
وتوزع التركيب العرقي للمدينة بنسبة 86.89% من البيض و3.96% من الأمريكيين الأفارقة و0.98% من الأمريكيين الأصليين و0.56% من الأمريكيين ذوي الأصول الآسيوية و5.66% من الأعراق الأخرى و1.94% من عرقين مختلطين أو أكثر و20.52% من الهسبانيون أو اللاتينيون من أي عرق.
بلغ عدد الأسر 1,831 أسرة كانت نسبة 54.5% منها لديها أطفال تحت سن الثامنة عشر تعيش معهم، وبلغت نسبة الأزواج القاطنين مع بعضهم البعض 70.9% من أصل المجموع الكلي للأسر، ونسبة 9.1% من الأسر كان لديها معيلات من الإناث دون وجود شريك،  بينما كانت نسبة 4.6% من الأسر لديها معيلون من الذكور دون وجود شريكة وكانت نسبة 15.4% من غير العائلات. تألفت نسبة 11.9% من أصل جميع الأسر من عدة أفراد يعيشون في نفس المنزل ونسبة 4.4% كانت تتألف من شخص يعيش بمفرده يبلغ من العمر 65 عاماً أو أكثر. وبلغ متوسط حجم الأسرة المعيشية 3.23، أما متوسط حجم العائلات فبلغ 3.52.
بلغ العمر الوسطي للسكان 33.2 عاماً. وكانت نسبة 34% من القاطنين تحت سن الثامنة عشر، وكانت نسبة 6.6% بين الثامنة عشر والرابعة والعشرين عاماً، ونسبة 28.7% كانت واقعةً في الفئة العمرية ما بين الخامسة والعشرين والرابعة والأربعين عاماً، ونسبة 21.8% كانت ما بين الخامسة والأربعين والرابعة والستين، ونسبة 8.9% كانت ضمن فئة الخامسة والستين عاماً فما فوق. وتوزع التركيب الجنسي للسكان بنسبة 49.7% ذكور و50.3% إناث.